# Galhos Secos
"Galhos Secos" é uma canção escrita por Osvayr Agreste, integrante da Banda Êxodos, em 1970, para ser tocada na Igreja Batista em Pirituba, Zona Norte de São Paulo. Foi regravada por vários grupos de música gospel, entre eles as bandas Catedral e Som Maior. Os intérpretes originais comemoraram a repercussão. Em 2012, Marinalva Barbosa, Jefferson da Silva Barbosa e Suellen Barbosa, que acabaram conhecidos como "Família Para Nossa Alegria", gravaram a canção e a publicaram no YouTube, com mais de 50 milhões de visualizações, tornando-se um meme da Internet.